# Коберн Таун
Коберн Таун (енгл. Cockburn Town; изговор: ) је главни град Британске прекоморске територије Туркс и Кајкос у Карипском мору. Налази се на острву Велики Турк, основан је 1681. и има око 3.700 становника. У граду се налази „Национални музеј“. Град су основали копачи соли, а подигнут је на месту где се први пут искрцао Хуан Понсе де Леон, шпански истраживач.